# Eucypris rava
Eucypris rava är en kräftdjursart som beskrevs av N. C. Furtos 1933. Eucypris rava ingår i släktet Eucypris och familjen Cyprididae. Inga underarter finns listade i Catalogue of Life.